# Liste des lignes ferroviaires de Meurthe-et-Moselle
 (janvier 2022).
Si vous disposez d'ouvrages ou d'articles de référence ou si vous connaissez des sites web de qualité traitant du thème abordé ici, merci de compléter l'article en donnant les références utiles à sa vérifiabilité et en les liant à la section « Notes et références ».
la liste des lignes ferroviaires de Meurthe-et-Moselle concerne les lignes anciennes et actuelles situées dans le département de Meurthe-et-Moselle, qui est essentiellement desservi par les lignes de la compagnie des chemins de fer de l'Est, a compté :

## Liste

### Ligne à grande vitesse
- LGV Est européenne

### Lignes d'intérêt général
- 1 Ligne de Paris-Est à Strasbourg-Ville
- 2 Ligne Trilport-Reims-Charleville-Longuyon-Longwy
- 5 Ligne de Saint-Hilaire-au-Temple à Hagondange
- 67 Ligne Conflans-Jarny - Villerupt-Micheville
- 7 Ligne Longuyon - Thionville
- 11 Ligne de Lérouville à Metz-Ville
- 118 Ligne Metz - Conflans-Jarny
- 12 Ligne de Nancy à Longuyon, décomposable en sa partie sud Ligne de Frouard à Novéant et sa partie nord Ligne de Longuyon à Onville et Pagny-sur-Moselle
- 123 Ligne de Pompey à Nomeny
- 13 Ligne de Champigneulles à Sarralbe
- 14 Ligne de Nancy à Merrey
- 145 Ligne de Barisey-la-Côte à Frenelle-la-Grande - Puzieux
- 15 Ligne de Culmont - Chalindrey à Toul
- 16 Ligne de Blainville - Damelevières à Lure
- 198 Ligne de Longwy à Villerupt-Micheville
- 23 Ligne de Lunéville à Saint-Dié
- 235 Ligne de Baccarat à Badonviller
- 237 Ligne de Mont-sur-Meurthe à Bruyères
- 27 Ligne de Toul à Rosières-aux-Salines
- 275 Ligne de Champigneulles à Houdemont
- 29 Ligne Baroncourt - Audun-le-Roman
- 372 Ligne d'Audun-le-Tiche à Hussigny-Godbrange

### Lignes d'intérêt local
- ABC Ligne d'Igney - Avricourt à Cirey
- LBB Ligne de Lunéville à Blâmont et à Badonviller
- LE Ligne de Lunéville à Einville
- TT Ligne de Toul à Thiaucourt

### Embranchement international
- - Ligne de Signeulx à Gorcy

### Ligne militaire
- Ligne de Bayon à Neuves-Maisons

### Lignes de tramway
- ancien tramway de Nancy (urbain-
- tramway suburbain, autour de Nancy, vers Pont-Saint-Vincent, Dombasle et Pompey.